# Доброполье (Херсонская область)
Доброполье (укр. Добропілля) — село в Долматовской сельской общине Скадовского района Херсонской области Украины.
Почтовый индекс — 75663. Телефонный код — 5539. Код КОАТУУ — 6522382501.

## Население
Население по переписи 2001 года составляло 1062 человека.

### Языковой состав
Родной язык населения по данным переписи 2001 года:
| Язык       | Численность, чел. | Доля     |
| ---------- | ----------------- | -------- |
| Украинский | 953               | 89,74 %  |
| Русский    | 99                | 9,32 %   |
| Другое     | 10                | 0,94 %   |
| Итого      | 1 062             | 100,00 % |

## Местный совет
75663, Херсонская обл., Голопристанский р-н, с. Доброполье, ул. Пионерская, 32